# Lipia, Argeș
Lipia este un sat în comuna Săpata din județul Argeș, Muntenia, România.